# Solitudo
Solitudo (лат.) — род вымерших сухопутных черепах, обитавших в Южной Европе в плиоцене и плейстоцене (около 3,6—0,0117 млн лет назад). Научно описан в 2022 году. Родовое название Solitudo на латинском языке означает «одиночество», что намекает на изолированность и редкость этих последних крупных средиземноморских черепах. Кроме того, окончание -tudo намекает на название Testudo и близкородственность нового рода с этим родом. Род Solitudo принадлежит к семейству Testudinidae из-за вентрального слияния вертлугов бедренной кости. Однако у видов рода Solitudo неполное слияние вертлугов дорсально.

## Классификация
В род включают три вымерших вида:
- Solitudo robusta (Leith-Adams, 1877)typus [syn. Testudo robusta Leith-Adams, 1877; Testudo robustissima Tagliaferro, 1913; Testudo spratti Leith-Adams, 1877] — плейстоцен Мальты;
- Solitudo gymnesica (Bate, 1914) [syn. Geochelone gymnesica, Testudo gymnesica, Testudo gymnesicus, Titanochelon gymnesica] — плиоцен и плейстоцен Испании;
- Solitudo sicula Valenti et al., 2022 — плейстоцен Италии.